# João Veiga
João de Brito Albuquerque da Veiga Filho (Recife, 17 de dezembro de 1916 — Recife, 17 de dezembro de 1987), mais conhecido como João Veiga, foi um médico e político brasileiro, outrora deputado federal pelo Amazonas.

## Dados biográficos
Filho de João de Brito Albuquerque e Marianita Correia de Albuquerque Veiga. Médico formado em 1939 pela Universidade Federal da Bahia. Ginecologista e cirurgião geral, iniciou sua carreira política após migrar para Manaus filiando-se ao PSD sendo eleito deputado estadual em 1947 e 1950. A seguir mudou para o PTB e nele foi reeleito deputado estadual em 1954 e a seguir elegeu-se deputado federal em 1958 e 1962. Mediante a imposição do bipartidarismo através do Ato Institucional Número Dois baixado pelo Regime Militar de 1964, seguiu para o MDB e candidatou-se, via sublegenda, a um mandato de senador pelo Amazonas em 1966, mas não foi eleito.
Após seu revés na disputa pelo Senado Federal abandonou a vida política e passou a residir em Brasília onde prestou serviços ao Instituto Nacional do Seguro Social (INSS) e dirigiu o Hospital Regional do Gama. Depois voltou para a capital pernambucana onde continuou em suas atividades profissionais. Faleceu no dia de seu aniversário de 71 anos.